# Camille-Aimé Coquilhat
Camille-Aimé Coquilhat, född 15 oktober 1853 i Liège, död 24 mars 1891 i Boma i Kongostaten, var en belgisk militär och kolonial ämbetsman.
Som löjtnant i belgiska armén tog han 1882 tjänst hos Internationella Afrikasällskapet, som följeslagare till Henry Morton Stanley i Övre Kongo. 30 augusti 1888 utsågs han av Leopold II som generaladministratör för Kongostatens inrikesdepartment. 1 december 1890 utsågs han till vice generalguvernör, men var vid detta tillfälle redan svårt sjuk, och avled några månader senare.
Staden Mbandaka kallades under den belgiska kolonialtiden Coquilhatville.

## Utnärkelser
- Riddare av Leopoldsorden

[Redigera Wikidata]

## Artikelursprung
Den här artikeln är helt eller delvis baserad på material från franskspråkiga Wikipedia.